# Alyvia Alyn Lind
Alyvia Alyn Lind, född 27 juli 2007 i Los Angeles, är en amerikansk skådespelare.
Lind har bland annat medverkat i TV-serierna Chucky (2021–2022) och The Spiderwick Chronicles från 2023. Hon har även medverkat i filmen Masquerade från 2021.

## Filmografi (i urval)
- 2021–2022 – Chucky (TV-serie)
- 2021 – Masquerade
- 2023 – The Spiderwick Chronicles (TV-serie)
- 2025 – Wayward (TV-serie)